# Финале Светског првенства у фудбалу 2002.
Финале светског првенства у фудбалу 2002. је била последња утакмица Светског првенства 2002. године, 17. издања ФИФА такмичења за националне фудбалске тимове. Утакмица је одиграна на Међународном стадиону у Јокохами, 30. јуна 2002. године, а у њој су учествовали Немачка и Бразил. На турниру су учествовали домаћини Јапан и Јужна Кореја, носиоци Француска и још 29 репрезентација које су изашле из квалификационе фазе у организацији шест ФИФА конфедерација. У групној фази такмичило се 32 тима, од којих се 16 тимова пласирало у нокаут фазу. На путу до финала, Немачка је завршила на првом месту у Групи Е, са две победе и ремијем, након чега је савладала Парагвај у осмини финала, Сједињене Државе у четвртфиналу и Јужну Кореју у полуфиналу. Бразил је завршио на врху Групе Ц са три победе, пре него што је савладао Белгију у осмини финала, Енглеску у четвртфиналу и Турску у полуфиналу. Финале је одржано пред 69.029 навијача, са процењеним 1,5 милијарди гледања на телевизији, а судио му је Пјерлуиђи Колина из Италије.
После првог полувремена без голова, Бразил је повео преко Роналда у 67. минуту, постигавши, како је немачки голман Оливер Кан назвао "једину грешку у финалу". Повећали су вођство дванаест минута касније када је Клеберсон потрчао ка немачком шеснаестерцу пре него што је додао ка Ривалду. Пустио је лопту да му прође кроз ноге и она је стигла до Роналда, који је првим додиром одузео лопту немачком дефанзивцу Џералду Асамои, а затим је шутирао у доњи угао Канове мреже. Коначан резултат био је 2-0 за Бразил.
Победа Бразила била је њихова пета титула на Светском првенству, што је и даље рекорд (ажурирано: 2021.). Роналдо је проглашен за најбољег играча утакмице, док је Кан добио Златну лопту као ФИФА-ин најбољи играч турнира. Менаџер Бразила, Луиз Фелипе Сколари, изразио је "радост што знамо да смо урадили свој посао", уз напомену да је био "пун веома напорног рада". Његов немачки колега Руди Волер је рекао: „Када изгубите утакмицу, разочарење је, наравно, велико. Али није срамота изгубити од тима као што је Бразил." На следећем Светском првенству у Немачкој 2006. Бразил је елиминисан у четвртфиналу, док је Немачка стигла до полуфиналне фазе.
До 2022. године, победа Бразила је била последња победа на Светском првенству од стране јужноамеричког тима, а заузврат неевропског тима у целини.

## Позадина
Светско првенство у фудбалу 2002. било је 17. издање Светског првенства, ФИФиног фудбалског такмичења националних тимова, одржаног у Јапану и Јужној Кореји између 31. маја и 30. јуна 2002. Репрезентације Јапана и Јужне Кореје су се аутоматски пласирале у финале као домаћини турнира, као и Француска као победник претходног Светског првенства 1998. године. Преосталих 29 места одлучено је кроз квалификационе рунде одржане између марта 2000. и новембра 2001. у организацији шест ФИФА конфедерација и у којима су учествовала 193 тима. У финалу, тимови су били подељени у осам група од по четири, а сваки тим је играо један против другог у кругу . Два најбоља тима из сваке групе су се пласирала у нокаут фазу. Носиоци Светског првенства Француска су елиминисани у групној фази 2002. године, изгубивши утакмице од Сенегала и Данске пошто су завршили на дну Групе А.
Утакмица је одиграна на Интернационалном стадиону у Јокохами, где су претходно одржана још три меча на Светском првенству. Стадион је био највећи на турниру, као и највећи у Јапану, примао је преко 70.000 гледалаца. Укупна посећеност на свим утакмицама Светског првенства на стадиону била је 260.000.
Фудбалска лопта за ову утакмицу била је Адидас Февернова, која је специјално направљена за Светско првенство. Његов дизајн се разликовао од нормалног типа "Танго" трокраких облика који повезују сваки шестоугао, уместо тога уводећи другачији облик налик троуглу на четири шестоугла. Овај изглед и употреба боја заснована је на азијској култури. Произведен је коришћењем синтаксичког слоја пене и Адидас је рекао да би лопти требало да пружи „прецизнији и предвидљивији пут лета“. Адидас је рекао да је лопта мања и тежа од просечног дозвољеног обима и тежине, али неколико играча је критиковало да је превелика и прелака. Италијански голман Ђанлуиђи Буфон назвао је лопту "смешном дечјом која се одбија ", док је Бразилац Едилсон критиковао лопту као "превелику и прелаку".
На претходном Светском првенству 1998. Немачка је стигла до четвртфинала, у којем их је елиминисала Хрватска. Тим је претрпео неколико повреда пре финала Светског првенства 2002. укључујући проблем са коленом Себастијана Дајслера, који је искључен два дана пре него што је тим отишао на турнир због повреде задобивене у пријатељској утакмици против Аустрије. Везни фудбалер Мехмет Шол и дефанзивци Кристијан Вернс и Јенс Новотни такође су пропустили турнир због повреде. Бразил је стигао до финала турнира 1998, где је изгубио од Француске са 3-0. Између тог пораза и 2002. Бразил је прошао кроз серију менаџера . Први је био Вандерлеи Луксембурго, чији је уговор раскинут након што је тим елиминисан у четвртфиналу Олимпијског фудбалског турнира 2000. године . Пратио га је Емерсон Леао, који је отпуштен 2001. године након победе у четири од једанаест утакмица на челу и са Бразилом у ризику да се не квалификује за Светско првенство. Актуелни играч који је ушао на турнир био је Луиз Фелипе Сколари, који је фаворизовао другачији стил фудбала од својих претходника који је назвао "насилнички фудбал". У опису стила, Скот Френч из Соццер Америца 's рекао да је "циљ пореметити и уништити, фаулирати и губити време". Два тима су се раније састајала у неколико пријатељских утакмица, као и на Златном купу светских шампиона 1980., Купу САД 1993. и ФИФА Купу конфедерација 1999. – њиховом последњем сусрету, који је резултирао победом Бразила од 4:0 – али финале 2002. био је њихов први сусрет на Светском првенству.

## Пут до финала

### Немачка
|     | Противник         | Резултат |
| --- | ----------------- | -------- |
| 1   | Саудијска Арабија | 8–0      |
| 2   | Република Ирска   | 1–1      |
| 3   | Камерун           | 2–0      |
| R16 | Парагвај          | 1–0      |
| QF  | Америка           | 1–0      |
| SF  | Јужна Кореја      | 1–0      |

Немачка је извучена у Групу Е на Светском првенству, заједно са Камеруном, Републиком Ирском и Саудијском Арабијом. У свом уводном мечу против Саудијске Арабије у Сапоро Домеу у јапанском граду Сапоро победили су са 8-0, што је њихова највећа победа на Светском првенству. Мирослав Клозе је постигао хет-трик и био је један од шест играча немачког тима који су постигли гол. У својој следећој утакмици против Републике Ирске, Клозе је довео Немачку у вођство од 1:0 које су држали током већег дела утакмице. Међутим, Ирска је изједначила преко Робија Кина у надокнади времена другог полувремена. Ово би се показало јединим голом који је Немачка примила пре финала. Немачкој је била потребна победа да би завршила на првом месту у својој групи, а Немачка је ушла у последњи меч против Камеруна на стадиону Шизуока у Фукурои Ситију у Јапану, један бод испред Републике Ирске у групи. Немачка је победила Камерун са 2–0, головима Марка Бодеа и Клозеа – што је његов пети гол на турниру – иако је Немачка доживела неуспех када је Карстен Рамелоу искључен. Немачка је завршила на врху Групе Е са седам бодова (две победе и реми) и пласирала се у нокаут рунду.
Немачка се у осмини финала сусрела са Парагвајем, вицешампионом у Групи Б, на стадиону Светског првенства у Џеџу у јужнокорејском граду Согвипо. Прво полувреме је завршено без голова и тако је остало све до 88. минута када је Оливер Неувил постигао гол, обезбеђујући победу Немачке од 1:0. У свом четвртфиналном мечу, Немачка се суочила са Сједињеним Државама које су имале више удараца ка голу, али је Немачка победила са 1-0, а Мајкл Балак је постигао гол у 38. минуту. У полуфиналу, Немачка се суочила са судомаћином Јужном Корејом на стадиону Светског првенства у Сеулу. Као и у утакмици против Парагваја, није било голова до краја утакмице, све док Балак није постигао победник, погодивши скок у гол након што је голман Ли Вун Џе одбранио његов почетни ударац. Четири минута пре него што је постигао гол, добио је жути картон због прекршаја над Ли Чун-суом и суспендован је за финале због другог жутог картона.

### Бразил
|     | Противник | Резултат |
| --- | --------- | -------- |
| 1   | Турска    | 2–1      |
| 2   | Кина      | 4–0      |
| 3   | Костарика | 5–2      |
| R16 | Белгија   | 2–0      |
| QF  | Енглеска  | 2–1      |
| SF  | Турска    | 1–0      |

Бразил је извучен у групу Ц, заједно са Кином, Костариком и Турском. Њихова прва утакмица била је 3. јуна против Турске. У надокнади времена на крају првог полувремена погодио је Турчин Хасан Шаш. У другом полувремену, Бразилац Роналдо је поравнао на 1–1 у 50. минуту. Четири минута пре краја регуларног времена, судија је Бразилу досудио пенал након што је турски дефанзивац Алпај Езалан фаулирао бразилског нападача Луизаоа, а Алпај је такође добио црвени картон. Ривалдо је постигао гол са беле тачке и меч је завршио резултатом 2–1 за Бразил. Током утакмице, турски дефанзивац Хакан Унсал шутирао је лопту ка Ривалду која му је ударила у бутину, али је Ривалдо пао на земљу стежући се за лице. Судија је турског играча искључио другим жутим картоном. У својој другој утакмици против Кине на фудбалском стадиону Улсан Мунсу у Улсану у Јужној Кореји, Бразил је победио са 4-0 уз голове Роберта Карлоса, Ривалда, Роналдиња и Роналда. У својој последњој утакмици против Костарике, Бразил је победио резултатом 5-2. Роналдо је постигао два гола, а остале су постигли Едмилсон, Ривалдо и Ђуниор. Бразил је завршио на првом месту у својој групи са девет бодова и једанаест голова.
У осмини финала, Бразил се суочио са вицешампионом у групи Х Белгијом на стадиону Мисаки Парк у Кобеу у Јапану. Утакмица је остала без голова до 67. минута, када је Ривалдо погодио за Бразил. Роналдо је додао други гол у 87. минуту и тако завршио победу Бразила од 2:0. Бразил се у четвртфиналу суочио са Енглеском, а противници су повели голом Мајкла Овена у 23. минуту. Резултати су изједначени у надокнади времена првог полувремена, када је Ривалдо постигао гол. После полувремена Роналдињо је постигао гол за Бразил и довео их у вођство. Роналдиња је седам минута касније искључио судија Фелипе Рамос Ризо, што је значило да је суспендован за полуфинале. Иако су играли са десеторо играча, Бразилци су успели да спрече изједначење Енглеске и пласирали се у полуфинале. Тамо се Бразил по други пут сусрео са Турском, на стадиону Саитама 2002. у Сајтами у Јапану. Утакмица је била без голова све до 49. минута, када је Роналдо постигао оно што се показало као једини гол на мечу, утрчавши у шеснаестерац и погодивши га ножним прстом поред голмана Русту Реџбера, када је Бразил победио са 1:0.

## Утакмица

### Пре утакмице
Са изузетком суспендованог Балака, кога је заменио Јенс Џеремис, остатак тима који је почео полуфинале против Јужне Кореје био је на располагању и изабран за финале. За Бразил, Роналдињо се вратио у тим након суспензије у полуфиналу. Заменио је Едилсона, кога је Би-Би-Си Спорт описао као „лошу замену“ за Роналдиња и „скоро анонимног све време“. Бразилски тим је иначе остао непромењен у односу на тим који је победио Турску.
Кладионице су сматрале Бразил за фаворита за победу у мечу, са квотом 2–5 у поређењу са 7–4 за Немачку. У прегледу меча, ББЦ Спорт је рекао да су „оба тима [имала] проблематичан пролаз до финала“, али је приметио искуство два тима на овом нивоу, истичући рекордни број титула Бразила, као и статус Немачке као најуспешнијег европског тима. Извештај се фокусирао на Роналда, за кога се наводи да је "близу искупљења" јер је био "сенка свог уобичајеног себе након што је играо само неколико сати након што је доживео напад" у финалу 1998. Такође је напоменуто да би Немци могли да се утеше представом голмана Оливера Кана, који је до тог тренутка на турниру примио само један гол.
Пјерлуиђи Колина из Италије изабран је да суди финале. Степен Ваде из Associated Press описао га је пре меча као „сматрања за најбољег судију у игри", многи посматрачи га сматрају највећим свих времена. Описујући припреме за утакмицу, Колина је рекао да га "веома занима тактика" два тима, како би био "спреман да прочита утакмицу". Свој избор је описао као "невероватан", рекавши да "покушавам да држим ноге на земљи, али је веома тешко". Помоћни арбитри на утакмици су били Лејф Линдберг из Шведске и Енглез Филип Шарп, док је Хју Далас из Шкотске био четврти судија.

### Прво полувреме
Бразил је почео утакмицу у 20:00 по локалном времену (11:00 УТЦ), пред 69.029 гледалаца са процењеном глобалном телевизијском публиком од 1,5 милијарди. Време на аеродрому Ханеда, 17 km (11 mi) са стадиона, је забележено као облачно у време почетка утакмице, са температуром од 21 °C (70 °F) и 88% влажности. Немачку Скот Мареј из The Guardian описао као "добро на врху" у првих петнаест минута, а имали су прилику да постигну гол када је Бернд Шнајдер протрчао са лоптом поред Жилберта Силве пре него што је прешао у казнени простор ка Клозеу, где је је Едмилсон избио лопту са леђа. Међутим, Бразил је био тај који је у 18. минуту имао оно што је Мареј описао као "прву праву шансу на утакмици". Роналдињо је додао до Роналда, који је био један на један са Каном. Роналдо је погодио левом ногом, али је отишао поред гола. Шнајдер је додао до Бодеа у шеснаестерцу Бразила у 29. минуту, али Боде није успео да контролише лопту. У 30. минуту Роналдињо је направио још један пас до Роналда, који је имао само Кана да победи по други пут. Под притиском Томаса Линкеа није успео да пружи довољно снаге на шут, а Кан је одбранио.
Нешто пре полувремена, Торстен Фрингс је са десне стране упутио центаршут у шеснаестерац Бразила ка Клозеу, али је избегао све играче и на супротној страни терена га је ухватио Новил. Додао је лопту до Џеремија ван шеснаестерца, који је покушао карлинг ударац са 25 yd (23 m), али је отишла високо поред гола. Клеберсон је тада имао две шансе за гол, погодио је прву гол у 42. минуту, а два минута касније са велике удаљености погодио пречку. Луцио је имао прилику када је примио лопту у казненом простору и окренуо се њоме пред ноге, али је његов ударац изблокиран. Роналдо је тада пропустио своју трећу шансу за гол, у надокнади времена, када је до њега стигао пас Роберта Карлоса након што је избегао све немачке дефанзивце. Кан је испруженом ногом одбранио ударац Роналда.

### Друго полувреме
У једном минуту другог полувремена, Џеремије је имао прилику да Немачкој доведе у вођство када га је Новил пронашао у незапаженој позицији из корнера, али је његов ударац главом блокирао Едмилсон. Још једну прилику имали су у 50. минуту, када је Новил извео слободан ударац из даљине ка угао гола, али је бразилски голман Маркос лопту одбио на стативу. Три минута касније Роберто Карлос је центрирао у шеснаестерац где је Гилберто Силва дочекао лопту главом, али је Кан успео да одбрани. Роналдо је потом погодио немачки гол који је изблокирао Рамелоу, пре него што је Клозе са друге стране додао до Фрингса и овај његов покушај погодио преко пречке. Ударац два минута касније Дитмара Хамана такође је отишао преко гола. Потом је Шнајдер у 62. минуту послао лопту у шеснаестерац Бразила до које Невил није успео да стигне.
Бразил је повео у 67. минуту низом који је почео тако што је Роналдо освојио лопту од Хамана на немачкој половини терена. Он је додао до Ривалда, који је ниско шутирао ка голу. Кан је покушао да ухвати ударац, али није успео да га изведе чисто и он се одбио у игру. Роналдо, који је пратио Ривалдов ударац, искористио је то што је Кан био ван равнотеже, постигао је скок у доњи угао пре него што је Кан успео да се опорави. Бразилци су свој други гол постигли дванаест минута касније, након што је Клеберсон утрчао мало иза половине линије довео до тога да је Бразил имао четири нападача против три одбрамбена играча Немачке. Клеберсон је додао ка Ривалду, који је био на центру терена одмах испред немачког шеснаестерца. Ривалдо је пустио лопту кроз ноге, а темпо на додавање Клеберсона пронашао је Роналда. Немачки нападач Џералд Асамоа покушао је да блокира ударац, али је Роналдо први додир искористио да му одузме лопту, а другим је погодио лопту у доњи угао Канове мреже. Немачка је имала још једну прилику у 83. минуту када је Оливер Бирхоф, који је ушао као замена, са беле тачке погодио први ударац ка голу, али је Маркос успео да одбрани ударац. Кристијан Зиге је имао последњи ударац за Немачку у трећем минуту надокнаде времена, али га је Маркос одбранио и утакмица је завршена резултатом 2-0 за Бразил.

### Детаљи
| Немачка | 0–2      | Бразил           |
| ------- | -------- | ---------------- |
|         | Извештај | Роналдо 67’, 79’ |

| Немачка | Бразил |

| GK         | 1  | Оливер Кан (c)   |    |     |
| CB         | 2  | Томас Линке      |    |     |
| CB         | 5  | Карстен Рамелов  |    |     |
| CB         | 21 | Кристоф Мецелдер |    |     |
| RM         | 22 | Торстен Фрингс   |    |     |
| CM         | 8  | Дитмар Хаман     |    |     |
| CM         | 16 | Јенс Јеремис     |    | 77’ |
| LM         | 17 | Марко Боде       |    | 84’ |
| AM         | 19 | Бернд Шнајдер    |    |     |
| CF         | 11 | Мирослав Клозе   | 9’ | 74’ |
| CF         | 7  | Оливер Нојвил    |    |     |
| Измене:    |    |                  |    |     |
| FW         | 20 | Оливер Бирхоф    |    | 74’ |
| FW         | 14 | Џералд Асамоа    |    | 77’ |
| MF         | 6  | Кристијан Циге   |    | 84’ |
| Менаџер:   |    |                  |    |     |
| Руди Фелер |    |                  |    |     |

| GK                  | 1  | Маркос          |    |     |
| CB                  | 3  | Лусио           |    |     |
| CB                  | 5  | Едмилсон        |    |     |
| CB                  | 4  | Роке Жуниор     | 6’ |     |
| RM                  | 2  | Кафу (c)        |    |     |
| CM                  | 8  | Жилберто Силва  |    |     |
| CM                  | 15 | Жозе Клеберсон  |    |     |
| LM                  | 6  | Роберто Карлос  |    |     |
| AM                  | 11 | Роналдињо       |    | 85’ |
| CF                  | 10 | Ривалдо         |    |     |
| CF                  | 9  | Роналдо         |    | 90’ |
| Измене:             |    |                 |    |     |
| MF                  | 19 | Жунињо Паулиста |    | 85’ |
| MF                  | 17 | Денилсон        |    | 90’ |
| Менаџер:            |    |                 |    |     |
| Луиз Фелипе Сколари |    |                 |    |     |

| Играч утакмице: Роналдо (Бразил) Помоћне судије: Лајф Лундберг ((Шведска) Филип Шарп (Енглеска) Четврти званичник: Хју Далас (Шкотска) | Правила меча - 90 минута - 30 минута продужетка ако је потребно - Извођење једанаестераца ако су резултати и даље једнаки - Дванаест именованих заменика - Максимално три замене |

### Статистика
| Статистика                 | Немачка | Бразил |
| -------------------------- | ------- | ------ |
| Постигнути голови          | 0       | 2      |
| Тотал схотс                | 12      | 9      |
| Ударци у мету              | 4       | 7      |
| Поседовање лопте           | 56%     | 44%    |
| Ударци из угла             | 13      | 3      |
| Направљени фаулови         | 21      | 19     |
| Офсајд                     | 1       | 0      |
| Жути картони               | 1       | 1      |
| Други жути и црвени картон | 0       | 0      |
| Црвени картони             | 0       | 0      |

## После утакмице
Победа је обележила пету титулу Бразила на Светском првенству, која (ажурирано: 2021.) остаје рекордер, испред Немачке и Италије са по четири титуле. И поред тога што је био на утакмици, јапански цар Акихито није се придружио церемонији уручења победницима пехара Светског првенства, јер је то било против јапанских обичаја. Председник ФИФА Сеп Блатер и бивши бразилски победник Светског првенства Пеле предали су трофеј бразилском капитену Кафуу на позорници терена. Роналдо је именован за званичног играча утакмице, док је Канн награђен Златном лоптом за најбољег појединачног играча турнира у целини – (ажурирано: 2021.) једини голман који је добио ту награду. Добио је и Златну рукавицу за најбољег голмана на турниру. Након турнира, ФИФА је направила видео преглед инцидента у првој утакмици између Бразила и Турске у којој су учествовали Унсал и Ривалдо и одлучила да казни Бразилца са 11.670 швајцарских франака због преваре судије.
Сколари је после меча изразио задовољство резултатом, као и задовољство бразилске популације, рекавши да су имали „радост што знају да смо урадили свој посао, али је био пун веома напорног рада. Бразил се вратио као светски шампион – то није нешто што можемо да заборавимо." Роналдо је рекао: „Голови су крунисали мој рад и рад целог тима. Радио сам две године покушавајући да се опоравим од те повреде и данас је Бог ово резервисао за мене и бразилски тим. Веома сам срећан." Говорећи о својој улози у уводном голу Бразила, Кан је рекао: „То је била моја једина грешка у финалу. Било је 10 пута горе од било које грешке коју сам икада направио. Нема шансе да се осећам боље или да моја грешка нестане." Велер је ослободио Кана, међутим, рекавши: „Он је играо Светско првенство из снова. Направио је сензационалне спасе, које нико није могао очекивати”. Што се тиче пораза Немачке, рекао је: „Када изгубите утакмицу, разочарање је, наравно, велико. Али није срамота изгубити од тима као што је Бразил.“ 
На следећем Светском првенству 2006. Немачка – домаћин тог турнира – стигла је до полуфинала где су елиминисана од евентуалног победника Италије. Бразил није успео у одбрани титуле, пошто је елиминисан у четвртфиналу од Француске. Следећи сусрет на Светском првенству између две екипе одржан је у полуфиналу турнира 2014. који је одржан у Бразилу. У игри коју је Симон Бернтон из Гардијана описао као „дивљаштво које није било сведочено против значајног противљења у историји турнира“, Немачка је победила са 7–1. Освојили су Светско првенство 2014, што је њихова једина победа на турниру од финала 2002, док за Бразил 2002 остаје њихова последња титула на Светском првенству од 2021. Победа Бразила је уједно и последња победа на Светском првенству од стране јужноамеричког и неевропског тима.
Преко 200 нација и територија преносило је финале преко радија и телевизије. Укупно, 232 телевизијска канала су преносила меч, што је био нови рекорд за финале Светског првенства (који је тек касније оборен 2006. године). Финале је имало највећу телевизијску гледаност на целом турниру, привлачећи преко 63 милиона гледалаца у земљама које мери Нилсен. Утакмица Немачке против Јужне Кореје била је близу другог, као и већина домаћина који су гледали утакмицу. Био је то најгледанији нефинални меч у историји Светског првенства.